# PEM gorivi članak
PEMFC (eng. proton exchange membrane fuel cell) je gorivi članak s polimernom membranom kao elektrolitom. Moguća uporaba je u automobilu te kod proizvodnje električne energije reda veličine do nekoliko stotina kW. Gorivo je vodik i nositelj naboja je ion vodika (proton), a kao oksidans se može koristiti čisti kisik ili kisik iz zraka. Prvi put su upotrebljavane 60-tih godina prošloga stoljeća u NASA-inom programu Gemini. 

## Princip rada
U srednjem dijelu se nalazi elektrolitska membrana. Desno i lijevo od nje su porozne i galvanski vodljive elektrode anoda i katoda. Iznad anode i katode nalaze se električne žice koje vode negativni naboj, elektrone, od anode prema potrošaču, elektromotoru, i od njega prema katodi. Na taj način je strujni krug zatvoren. Prema anodi struji vodik koji ju oplahuje a desno, katodu oplahuje mlaz zraka u kojem se nalazi 21% kisika. Tu moramo shvatiti da nastaju dva procesa. Jedan je oksidacija, proces koji nastaje na katodi i odvaja elektrone od jezgri (protona) atoma vodika. Elektroni odlaze žicom do potrošača, a protoni kroz za njih poroznu elektrolitsku membranu prema katodi. Na strani katode se u redukcionoj polovici reakcije ujedinjuju pridošli protoni s elektronima, koji dolaze iz potrošača žicom na anodu, s molekulama kisika koje oplahuju katodu. Sveukupan rezultat elektrokemijske reakcije je (topla) voda koja izlazi iz reakcijskog prostora i rad motora prouzročen nastalom istosmjernom strujom. 

## Reakcije
Obje reakcijske polovice i ukupnu kemijsku reakciju prikazuju ove formule: 
Oksidacijska polovica reakcije na anodi:  2H2    → (4H+) + (4e-)
Redukciona polovica reakcije na katodi: O2 + (4H+)+(4e-)  → 2H2O
Sveukupna kemijska reakcija:  2H2 + O2   →2H2O
Zagrijavanje članka koje prati reakciju se dotokom zraka iz atmosfere regulira i zaustavlja na približno 80°C jer toliko podnosi porozna polimerska membrana. Na toj temperaturi je nastala voda, koja potisnuta strujom zraka napušta članak, djelomično u tekućem stanju a djelomično kao para. 
Važno je napomenuti da bi ova reakcija tekla vrlo sporo ako elektrolitska membrana ne bi imala u sebi platinu kao katalizator. Ovaj vrlo skupi (kilogram stoji približno 27.000 $) plemeniti metal ne oksidira pa je za ovu vrstu kemijskih reakcija, zbog izvanrednih katalitičkih svojstava i otpornosti na utjecaj kisika, idealan. Za sad nije poznat neki drugi katalizator koji bi bio toliko učinkovit na temperaturama od približno 80°C kao platina. 
Elektrolitska membrana je proizvod visoke tehnologije (eng. high tech product). Najpoznatiji materijal je Nafion. Porozna organska, polimerska membrana je obložena električno vodljivim zrncima ugljika u kojima su smještene nanometarski sitne čestice platine, veličine oko 2 nanometra a prikazane kao crvene točke u sivim kuglicama ugljika. Čestice platine su vrlo male, ali ih ima mnogo tako da im je ukupna reaktivna površina vrlo velika što povećava učinkovitost katalizatora. 
Na anodi nastaje vrlo brza reakcija raspada molekule vodika na dva pojedinačna atoma koji se vežu na dva atoma platine nakon čega otpuštaju po jedan elektron koji poteče žicom prema potrošaču. Vodikov ion (H+ = proton) je odmah nakon toga oslobođen veze s atomom platine i nastavlja put poroznom elektrolitskom membranom prema katodi. Ta elektrokemijska reakcija je opisana formulom: 
H2 + 2 Pt → 2 Pt-H
2 Pt – H  → 2 Pt + 2 H+ + 2e-
Platina se ovdje ponaša idealno. Vrlo brzo ionizira vodikove atome i odmah ih otpušta da nastave put kroz membranu prema katodi. Iako je ovaj proces u makro smislu jasan, na atomskoj razini još nisu pronađeni odgovori na sva pitanja. Zašto baš platina? Da li je moguć neki drugi katalizator i sl. pitanja su za sada neodgovorena. Taj dio kemijske reakcije je vrlo brz, čak oko 100 puta brži nego drugi dio reakcije na katodi. 
Prisustvo vode je za rad gorivog članka od presudne važnosti zbog neobičnih svojstava elektrolitske membrane. Molekula membrane ima jedan dugačak središnji dio koji podsjeća na dio molekule teflona. Taj dio daje membrani relativno visoku mehaničku čvrstoću. Na taj dio su periodički poredani bočni lanci koji završavaju s kombinacijom SO3 H+. Taj dio tek u prisustvu vode omogućava pokretljivost iona vodika H+ kroz membranu. Zbog toga je bitno stalno vlaženje i vodika i kisika dodatnom vodom kako bi se prohodnost protona kroz membranu održala na optimalnoj razini. Ako s druge strane strujanje zraka u članku nije u stanju "otpuhati" vodu nastalu kemijskom reakcijom, voda na membrani sprečava kemijsku reakciju kisika s ionima vodika tako da je rad članka otežan ili spriječen. 
Iz svega izloženog vidimo da je rad tog uređaja moguć samo uz vrlo složen sklop fino prilagođenih materijala, radnih temperatura, vlažnosti medija i dr. što zahtijeva visoku kvalitetu komponenti i precizne uvjete rada koje mora stabilizirati popratna elektronika.

## Opterećenje članaka
Proces stvaranja elektroda se, vrlo grubo rečeno, svodi na premazivanje membrane "tintom" koja se sastoji od u alkoholu otopljenog membranskog materijala i ugljene prašine pomiješane s zrncima platine. Povijesno gledajući važan razvoj gorivih ćelija je počeo sa svemirskim programom SAD-a. U Gemini kapsulama se rabio vodik i kisik iz posebnih spremnika za dobivanje struje, vode i topline. Na taj način su sustavi za održavanje života u kapsuli bili vrlo kompaktni, lagani, djelotvorni i pouzdani. Tada se rabilo oko 4 mg platine po četvornom centimetru membrane. Danas ta količina teži prema 0,15 mg/cm2 s debljinom katalitičkog elektrodnog sloja približno polovici debljine lista papira (10 µm). Ovakav sklop ukupne debljine približno 0,2 mm, može generirati približno 0,5 ampera struje po svakom cm2 membrane pri naponu od približno 0,7 V između elektroda odnosno približno 0,35 W po četvornom centimetru membrane.
Serijsko povezivanje članaka je potrebno zbog vrlo niskog napona koji se stvara na članku. Kako su za pokretanje nekog vozila potrebni naponi od nekoliko stotina volti (300-400V), treba povezivati nekoliko stotina članaka u seriju.
Tijekom nekoliko desetljeća razvoja su obrađeni i postupci poboljšavanja učinkovitosti članaka primjenom stlačenog vodika i zraka. Ti postupci su doveli do sve boljih svojstava članaka jer se pri istom naponu iz članka moglo dobiti više struje.
Iz prikazanog vidimo da je maksimalno opterećenje članka ovisno o dopuštenim gustoćama struje u membrani, tlakovima, temperaturi, vlažnosti i drugim parametrima tako da je konstruktorima prepušten odabir optimalnih radnih uvjeta dimenzioniranjem komponenti jednog članka. Uz veće tlakove, bolje hlađenje više platine u membrani i dr. su moguća veća maksimalna opterećenja. 
Nominalno opterećenje članka je obično takvo opterećenje kod kojega je napon na članku oko 0,7 V. Pri tome temperatura hlađene membrane članka ne prelazi preporučenu radnu temperaturu, a gustoća struje u membrani članka ne prelazi dozvoljene granice. 
Kako su razni parametri članka u uskim granicama vrlo fino jedan drugome prilagođeni, neka znatna prekoračenja nominalnog opterećenja nisu preporučljiva. 
Korisnik pak može manjim opterećenjima varirati pogonske uvjete i postizati veće faktore iskoristivosti.

## Prednosti i nedostatci gorivih članaka s polimernom membranom
Prednosti gorivih članaka s polimernom membranom: 
- u odnosu na druge gorive članke ima relativno veliku snagu po jedinici volumena
- moguća je izvedba regenerativnog sustava s membranskim elektrolizerom, koji upotrebljava istu tehnologiju

Nedostaci gorivih članaka s polimernom membranom:
- nedovoljna količina topline za izdvajanje vodika iz metanola ili benzina
- osjetljivost na prisutnost CO i sumpora u struji vodika
- potrebno je ovlaživati struju vodika radi povećanja trajnosti membrane

## Perspektive i primjena
Intenzivno se radi na istraživanju minijaturnih PEMFC za mobilnu primjenu. Napravljeno je više prototipova vozila s PEMFC, neki od proizvođača su Daimler-Benz, Toyota, Mazda, Renault, General Motors, Ballard, Energy Partners, Inc. Više informacija o vozilima na alternativni pogon moguće je dobiti na internet stranici Alternative-fuel Vehicle Directory. Mnoge kompanije koje se bave istraživanjem i razvojem gorivih članaka razvijaju i sustave s PEM gorivim ćelijama za opskrbu zgrada električnom energijom, jedan od takvih proizvođača je i Vaillant.